# Reazione di Hunsdiecker
La reazione di Hunsdiecker (nota anche come reazione di Borodin, da Alexander Borodin) è una reazione organica tra i sali d'argento degli acidi carbossilici con alogeni per dare i corrispondenti alogenuri alchilici.. È un esempio di reazione di alogenazione. La reazione prende il nome da Heinz Hunsdiecker e Cläre Hunsdiecker.
A essa sono state dedicate diverse pubblicazioni.
La reazione avviene anche con ossido mercurico.

## Meccanismo
Si ritiene che il meccanismo di reazione della reazione di Hunsdiecker coinvolga la formazione di intermedi radicalici. Il sale d'argento dell'acido carbossilico (1) reagisce rapidamente con il bromo a dare l'intermedio (2). La formazione della coppia di radicali (3) è quindi seguita dalla formazione del radicale R· (4) per decarbossilazione; la coppia quindi si ricombina a dare il prodotto finale (5).
| Hundsdiecker startAnimGif |
| Animazione                |

## Varianti

### Reazione di Simonini
La reazione dei sali d'argento degli acidi carbossilici con iodio è nota come reazione di Simonini da Angelo Simonini, uno degli studenti di Adolf Lieben all'Università di Vienna. Il rapporto tra le quantità dei reagenti ha un ruolo cruciale nell'indirizzare la reazione: un rapporto 1:1 tra sale e iodio porta allo ioduro alchilico; un rapporto 2:1 porta all'estere RCOOR. Un rapporto 3:2 porta a entrambi i prodotti.